# Rezerwat przyrody Półwysep i Wyspy na Jeziorze Rydzewskim
Rezerwat przyrody Półwysep i Wyspy na Jeziorze Rydzewskim – rezerwat faunistyczny położony w województwie warmińsko-mazurskim, w gminie Węgorzewo, nadleśnictwie Borki, na jeziorze Rydzówka.
Ochroną objęto miejsca lęgowe ptactwa wodno-błotnego, miejsca odpoczynku ptaków przelotnych.
Rezerwat został utworzony w 1957 roku. Zajmuje powierzchnię 26 ha.
W skład rezerwatu wchodzi półwysep oraz wyspy: Wielki Ostrów, Długi Ostrów, Trzonkowy Ostrów, Mała Kępa i piąta wyspa bez nazwy. Długi Ostrów i Małą Kępę porasta wysokopienny las grądowy. Gniazdują tu kormorany i czaple siwe. Występuje także: tracz nurogęś, gągoł, bąk. Nad jeziorem można zaobserwować bielika, rybołowa, orlika krzykliwego, kanię czarną i błotniaka stawowego. W rezerwacie zaobserwować można ślady bytowania bobrów.